# آیاکا نیشیکاوا
آیاکا نیشیکاوا (انگلیسی: Ayaka Nishikawa؛ زادهٔ ۲ آوریل ۱۹۹۶) بازیکن فوتبال اهل ژاپن است.